# Chenoa (Illinois)
Chenoa je grad u američkoj saveznoj državi Ilinois. Prema popisu stanovništva iz 2010. u njemu je živjelo 1.785 stanovnika.